# Црква Свете Петке у Петки
Црква Свете Петке у Петки, насељеном месту на територији Градске општине Лазаревац, подигнута је 1869. године и припада Епархији шумадијској Српске православне цркве.
Црква у Петки посвећена је Светој Петки.